# Rasa Kreivytė
Rasa Kreivytė (Kaunas, 18 novembre 1967) è un'ex cestista lituana, fino al 1990 sovietica.

## Carriera
Con la Lituania ha disputato due edizioni dei Campionati mondiali (1998, 2002) e due dei Campionati europei (1997, 1999).